# USMT
USMT（User State Migration Tool，即使用者狀態移轉工具的意思）是微軟Windows XP的一種安裝工具，用處是協助用戶在升級時，把原來電腦的設定轉移到新的電腦上。

## 外部連結
- Microsoft > Windows XP Professional > 產品概觀 > Windows XP 中的使用者狀態移轉 （页面存档备份，存于）